# Strale (1931)
Strale – włoski niszczyciel z okresu międzywojennego i II wojny światowej typu Dardo (Frecchia). Nosił znak burtowy ST. Zbudowany w Genui we Włoszech, zwodowany w 1931 roku, wszedł do służby w marynarce włoskiej Regia Marina w 1932 roku. Walczył podczas wojny na Morzu Śródziemnym. Zatonął 21 czerwca 1942 roku po wejściu na skały u brzegów Tunezji.
Uzbrojenie stanowiły cztery armaty kalibru 120 mm w zdwojonych stanowiskach i sześć wyrzutni torped oraz małokalibrowa artyleria przeciwlotnicza, której skład był zmienny. Jego wyporność standardowa wynosiła 1220 ton, a pełna około 2000 ton. Napęd stanowiły turbiny parowe, prędkość projektowa wynosiła 38 węzłów, lecz realna podczas wojny około 30 węzłów.

## Projekt i budowa
„Strale” należał do czterech włoskich niszczycieli typu Dardo, znanego także jako typ Freccia. Zostały one zaprojektowane jako niszczyciele średniej wielkości, stanowiące rozwinięcie typu Turbine, dysponujące większą prędkością i zasięgiem pływania. Uzbrojenie stanowiły także cztery armaty kalibru 120 mm w podwójnych stanowiskach, ale nowszego modelu, o dłuższej lufie i większej donośności. Widoczną zmianą stało się zastosowanie jednego szerokiego komina zamiast dwóch, przez co stały się pierwszymi włoskimi niszczycielami o charakterystycznej dla późniejszych konstrukcji jednokominowej architekturze. 
„Strale” został zamówiony razem z pozostałymi okrętami typu w ramach programu na 1928/29 rok. Zbudowano go wraz z prototypowym „Dardo” w stoczni Odero w Sestri Ponente (część Genui), będącej autorem projektu, która w toku budowy została przekształcona w konsorcjum OTO (Odero-Terni-Orlando). Stępkę pod jego budowę położono niecały miesiąc po pierwszym okręcie 20 lutego 1929 roku, a wodowany był 26 marca 1931 roku, jako trzeci okręt typu. Cena kontraktowa wynosiła 14,45 mln lirów. Nazwa „Strale” oznaczała rodzaj strzały. Otrzymał znak burtowy od skrótu nazwy: ST. Dewizą okrętu było: Che il destinato segno tocchi (pol. niech przeznaczony znak dotknie).

## Skrócony opis

### Opis ogólny
Niszczyciele typu Dardo miały stalowy kadłub z podwyższonym pokładem dziobowym. Sylwetka okrętów wyróżniała się pojedynczym szerokim kominem i zastosowaniem dwóch dwudziałowych stanowisk armat na pokładzie dziobowym i nadbudówce rufowej. Wyporność standardowa wynosiła 1220 ton, normalna 1782 t, a pełna 1992 t. Podczas wojny, po modernizacjach uzbrojenia i wyposażenia wyporność pełna okrętów sięgała ok. 2200 ton. Długość całkowita „Strale”  wynosiła 95,95 m, a na linii wodnej 94,5 m, natomiast szerokość wynosiła 9,75 m. Zanurzenie wynosiło 2,9 m przy wyporności standardowej i 4,3 m przy pełnej.
Załoga etatowo składała się początkowo ze 165 osób, w tym 6 oficerów. Podczas wojny liczebność załogi rosła do ponad 210 osób.
Okręty typu Dardo były napędzane przez dwa zespoły turbin parowych z przekładniami, zasilane przez trzy kotły wodnorurkowe o ciśnieniu roboczym 22 atmosfer, poruszające dwie trzyłopatowe śruby. Kotły i turbiny były wyprodukowane przez stocznię budującą okręt. Moc projektowa wynosiła 44 000 KM. Projektowa prędkość maksymalna wynosiła 38 węzłów, ale osiągana w stanie lekkim, przy wyporności ok. 1370 ton.  Na próbach „Strale” osiągnął moc i prędkość projektową, lecz brak jest znanych oficjalnych danych. Typowo okręty tego typu w realnych warunkach rozwijały jednak podczas służby prędkość nie większą niż 34 węzły, która u progu II wojny światowej na skutek zużycia mechanizmów spadła do 30–31 węzłów. Normalny zapas paliwa płynnego wynosił 200–430 ton, a pełny 590–640 ton. Zasięg wynosił początkowo 4600 mil morskich przy prędkości 12 węzłów, 3780 Mm przy 18 w, 1970 Mm przy 25 w lub 680 mil przy 32 węzłach.

### Uzbrojenie i jego zmiany
Główną artylerię stanowiły cztery armaty kalibru 120 mm Ansaldo model 1926 o długości lufy L/50 (50 kalibrów). Podwójne podstawy dział z maskami ochronnymi umieszczone były na pokładzie dziobowym i na niskiej nadbudówce na rufie. Kąt podniesienia lufy wynosił do +45°. Działa strzelały pociskami przeciwpancernymi o masie 23,4 kg, burzącymi lub zapalającymi o masie 22,8 kg i oświetlającymi. Strzelały one na odległość do ok. 19 km. Amunicja była rozdzielnego ładowania, przy czym ładunek miotający umieszczony był w łusce. Teoretycznie szybkostrzelność wynosiła do 7–8 strzałów na minutę, lecz w praktyce wynosiła ok. 6 (salwy co 10 sekund). Zapas amunicji wynosił etatowo 800 pocisków (200 na lufę). W latach 1933–34 na okrętach tego typu ustawiono także dwie haubice kalibru 120 mm OTO model 1933 o długości lufy L/15, przeznaczone tylko do wystrzeliwania pocisków oświetlających podczas walk nocnych. Umieszczone były na obu burtach na końcu pokładu dziobowego, przed jego uskokiem. Zdemontowano je jednak ze „Strale” w maju 1941 roku.
Uzbrojenie przeciwlotnicze początkowo stanowiły dwa działka automatyczne kalibru 40 mm Vickers-Terni model 1917 o długości lufy L/39, na podstawach model 1930, umieszczone po obu burtach na pokładzie górnym za kominem. Uzupełniały je cztery karabiny maszynowe kalibru 13,2 mm Breda, podwójnie sprzężone w dwóch stanowiskach na skrzydłach dachu nadbudówki dziobowej. Okręty miały też dwa karabiny maszynowe kalibru 8 mm Breda na przenośnych lawetach. W maju 1941 roku „Strale” poddano modernizacji uzbrojenia, zdejmując karabiny maszynowe 13,2 mm, zamiast których montowano sześć działek automatycznych 20 mm Breda model 1935 L/65 (dwie podwójne podstawy na końcach pokładu dziobowego zamiast haubic 120 mm i dwa pojedyncze w miejscu km-ów 13,2 mm). Pod koniec 1941 roku z okrętów zdjęto także działka 40 mm i dalmierz na śródokręciu, na platformie którego dodano podwójne działko 20 mm. „Strale” nie przechodził dalszych modernizacji uzbrojenia z uwagi na utratę.
Uzbrojenie torpedowe stanowiło sześć wyrzutni torpedowych kalibru 533 mm w dwóch potrójnych aparatach torpedowych na pokładzie na śródokręciu. W latach 1941–42 stanowiska celowniczych osłonięto ekranami przeciwbryzgowymi. Dopiero od 1937 roku okręty typu Dardo zaczęły być wyposażane w dwie zrzutnie bomb głębinowych na rufie (na trzy bomby o masie 100 kg albo sześć o masie 50 kg każda). Wszystkie okręty były wyposażone w demontowane tory minowe na pokładzie, na których można było zabierać do 54 min kotwicznych typu Bollo, co jednak w praktyce nie było stosowane z uwagi na pogorszenie stateczności. Okręty typu Dardo były ponadto wyposażone w dwa trały typu C z żurawikami do ich obsługi na rufie. Były one demontowane na początku 1942 roku.

### Wyposażenie
System kierowania ogniem obejmował przede wszystkim dalocelownik SDT na dachu nadbudówki dziobowej, z dwoma stereoskopowymi dalmierzami optycznymi o bazie 3 m i celownikiem APG. Na platformie przed masztem, mieszczącej stanowisko starszego oficera artyleryjskiego, znajdował się inklinometr służący do oceny kąta kursowego celu. Na pokładówce na śródokręciu był trzeci rezerwowy dalmierz 3-metrowy, demontowany podczas wzmacniania uzbrojenia przeciwlotniczego w latach 1941–42. Okręt miał jeden reflektor o średnicy 90 cm na platformie nad stanowiskiem obserwacyjnym nadbudówce.
Okręty typu Dardo wyposażone były w radiostacje do łączności telegraficznej, z anteną rozciągniętą między masztem dziobowym i rufowym. Od końca lat 30. wyposażano je też w radiostacje RM.4 krótkiego zasięgu do łączności fonią, z antenami na mostku. Część okrętów otrzymała wówczas radionamierniki. Do wykrywania okrętów podwodnych służył tylko szumonamiernik.

### Malowanie
Początkowo niszczyciele były malowane w części nadwodnej na kolor jasny popielatoszary, z ciemnoszarym pokładem, a część podwodna była malowana na ciemnnozielono. Na burtach w okolicy dział dziobowych i na rufie malowano na czerwono litery identyfikacyjne. Na początku wojny od lipca 1940 roku na pokłady na dziobie naniesiono biało-czerwone skośne pasy dla identyfikacji z powietrza. Wiosną 1942 roku „Strale” otrzymał kontrastowy kamuflaż, z plam ciemnoszarych i popielatoszarych, z brudnobiałymi krańcami okrętu – przy czym w odróżnieniu od większości pozostałych, plamy nie miały ostrych krawędzi, lecz postrzępione.

## Służba

### Okres międzywojenny

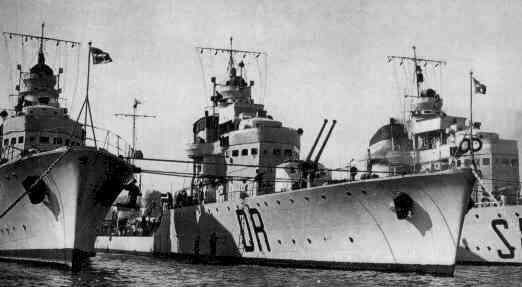
„Strale” (z lewej), „Dardo” i „Saetta” przed 1938 rokiem.

„Strale” wcielono do służby w Regia Marina 6 lutego 1932 roku. Razem z innymi okrętami tego typu był przydzielony do 7. dywizjonu niszczycieli (squadriglia). Podczas hiszpańskiej wojny domowej pełnił służbę na wodach Hiszpanii, biorąc udział w „patrolach neutralności”, a faktycznie wspierając nacjonalistów. Dowódcą był wówczas kmdr por. Roberto Ferrari. W listopadzie 1936 roku patrolował w Cieśninie Sycylijskiej w celu przechwytywania statków z bronią dla republiki. 4 listopada 1936 roku wykrył radziecki statek „Komsomoł”, przechwycony następnie i zatopiony przez frankistowski krążownik „Canarias”. Ponownie patrolował tam w ramach blokady morskiej latem 1937 roku. Jesienią 1937 roku niszczyciele 7. dywizjonu operowały na krótko na Morzu Czerwonym w celu wspierania działań przeciwko powstańcom w Etiopii i złożyły wizytę w Jemenie.

### II wojna światowa

#### 1940 rok
Po przystąpieniu Włoch do II wojny światowej 10 czerwca 1940 roku „Strale” wchodził nadal w skład 7. dywizjonu niszczycieli bazującego w Tarencie i przydzielonego do 5. dywizjonu okrętów liniowych. Dowódcą był wówczas kmdr ppor. Andrea Fè D’Ostiani. W nocy z 13 na 14 czerwca podczas poszukiwania okrętów podwodnych pod Tarentem, „Strale” jako pierwszy włoski okręt wykrył i zaatakował brytyjski okręt podwodny HMS „Odin”. „Strale” o 23:21 zauważył okręt podwodny na powierzchni i odpalił do niego torpedy, które jednak były niecelne, a następnie ostrzelał artylerią. Okręt podwodny zanurzył się, po czym został jeszcze zaatakowany bombami głębinowymi, bez widocznych rezultatów. O 1:57 „Odin” został ponownie wykryty i zaatakowany przez niszczyciel „Baleno”, po czym zaginął z załogą.
„Strale” wziął udział w pierwszej fazie bitwy koło przylądka Stilo, wychodząc 7 lipca 1940 roku w morze w eskorcie pancerników „Conte di Cavour” i „Giulio Cesare”. Przed głównym starciem jednak, 9 lipca o 12.30 na skutek nieprawności maszyn „Strale” został odesłany do portu w Tarencie. „Strale” z 7. dywizjonem ponownie eskortował te pancerniki podczas operacji 30 sierpnia – 1 września, bez starć z nieprzyjacielem, po czym nie brał udziału w kolejnych akcjach tego typu, a na przestrzeni października i listopada był w remoncie.

#### 1941–42
Od początku 1941 roku niszczyciele włoskie zaczęły być używane głównie do zadań osłony konwojów z zaopatrzeniem z Włoch do północnej Afryki, a w marcu, w związku z wycofaniem starszych pancerników do II linii, wszystkie niszczyciele typu Dardo zostały przydzielone do grupy niszczycieli eskortowych. 17 stycznia 1941 roku „Strale” wraz z eskortowanym statkiem „Foscarini” podczas ataku lotniczego osiadł na mieliźnie na płyciźnie Kerkenna, lecz obie jednostki zostały następnego dnia ściągnięte przez torpedowiec „Achille Papa”. 27 marca 1941 roku „Strale” wyszedł w eskorcie konwoju pięciu niemieckich transportowców z Neapolu do Trypolisu, atakowanego 28 marca wieczorem przez brytyjski okręt podwodny HMS „Utmost”, który zatopił statek „Heraklea” i uszkodził „Ruhr”. W maju 1941 roku „Strale” poddano modernizacji uzbrojenia przeciwlotniczego. 
W kolejnych miesiącach między innymi „Strale” 1 września wypłynął w eskorcie konwoju do Trypolisu, lecz 3 września w nocy statek „Andrea Gritti” został zatopiony a drugi uszkodzony przez niewykryte samoloty torpedowe Fairey Swordfish z Malty. 
W dniach 21-23 lutego 1942 roku „Strale” wziął udział w dużej operacji konwojowej K.7, osłaniając jeden z konwojów, który z powodzeniem doszedł z Mesyny do Trypolisu. W nocy z 30 na 31 marca „Strale” usiłował uratować transportowiec „Bosforo” storpedowany przez brytyjski okręt podwodny HMS „Proteus”, który ostatecznie zatonął. 18 kwietnia „Strale” uratował 45 rozbitków z niemieckiego statku „Bellona” storpedowanego na Morzu Jońskim przez okręt podwodny HMS „Torbay”.
20 czerwca 1942 roku „Strale” wyszedł w eskorcie konwoju statków „Pilo” i „Reichenfels” z Neapolu do Trypolisu z niszczycielem „Nicoloso da Recco” i torpedowcem „Centauro”, pod nowym dowódcą (kmdr ppor. Oderisio Maresca). Na skutek błędu nawigacyjnego przed godziną 1 w nocy 21 czerwca „Strale” wykonał zwrot w lewo zamiast w prawo dla ominięcia przylądka Bon, na skutek czego wszedł na skały koło przylądka Ras el Amar. Wbrew spotykanej niekiedy wersji, nie miało to związku z atakiem lotniczym. Sytuacja uniemożliwiała uratowanie okrętu i torpedowiec „Centauro” zdjął z niego załogę. Wrak został 6 sierpnia 1942 roku dodatkowo storpedowany przez okręt podwodny HMS „Turbulent”.
We włoskiej służbie podczas wojny okręt 106 razy wychodził w morze i przepłynął 45 143 mile morskie w czasie 3181 godzin w morzu. W tym, 5 razy wychodził w celu osłony okrętów, 58 razy w celu konwojowania i 4 razy na poszukiwanie okrętów podwodnych.